# Despotovo
Despotovo (v srbské cyrilici Деспотово) je obec na severozápadě Srbska, v autonomní oblasti Vojvodina, konkrétně v Jihobačském okruhu a v Opštině Bačka Palanka. 

## Obyvatelstvo
V roce 2011 zde dle srbského sčítání lidu žilo 1853 obyvatel. Roku 2002 tvořili Srbové 88,88% populace. Nejpočetnější etnickou menšinou byli Slováci, kteří tvořili 2,19% populace, následováni Chorvaty, kteří tvořili 2,05% populace.

## Dějiny
Nejstarší písemná zmínka pochází ze třináctého století a označuje obec názvem Sentivan. Roku 1418 byla označeno jako Despot Sentivan, což značí, že byla majetkem některého ze srbských despotů. Roku 1952 byla obec elektrifikována